# André Moynet
Pour les articles homonymes, voir Moynet.
André Moynet est un pilote de chasse et d'essais puis homme politique français né le 19 juillet 1921 à Saint-Mandé (Val-de-Marne) et mort le 2 mai 1993 à Nice (Alpes-Maritimes).

## Biographie
Engagé volontaire en 1939, André Moynet participe à la Seconde Guerre mondiale en tant que pilote de chasse dans les FAFL. Le 11 mai 1942 il rejoint le groupe Île-de-France (Squadron 340 pour la Royal Air Force) avant de rejoindre le groupe Normandie-Niémen ou il commandera une escadrille (115 missions aériennes totalisant 150 heures de vol de guerre). « Il est (...) titulaire de 12 victoires dont 4 probables et compte à son actif deux F.W. 190 endommagés et la destruction au sol de deux postes de DCA, d'une station de radio locale, d'un train, de plusieurs camions et véhicules légers sans compter les mitraillages de troupes ». 
Témoin du système stalinien, il témoignera au procès Kravtchenko en 1949 à Paris.
À la Libération, il entame une carrière politique comme député indépendant et devient Secrétaire d'État en 1954.

### Pilote d'essai
En 1953 il obtient sa licence de pilote d'essais et pilote en essais parallèlement à sa carrière politique. Il est commandant de bord pour les premiers vols et les essais du Hurel-Dubois HD-32, Il présente en vol le Hurel-Dubois HD-10 et le Hurel-Dubois HD-31. Le 31 octobre 1956, au cours d'un vol d'évaluation pour les forces aériennes brésilienne il est gravement blessé lors de l'écrasement d'un Hurel-Dubois HD-321 dans la Baie de Rio.
Rétabli, il assure le premier vol du Hurel-Dubois HD-34 le 16 février 1957. Il passe ensuite chez Sud-Aviation ou il participe en tant que copilote aux côtés du commandant Pierre Nadot aux essais de la Caravelle.
Il rejoint la firme de Max Holste ou il assure les essais du Max-Holste MH.250 Super Broussard dans sa première version avec deux moteurs en étoile Pratt & Whitney.
Il conçoit et donne son nom à un avion de chez Matra, le Moynet M.360 Jupiter. 

### Sport automobile
Également en 1968 il conçoit et réalise avec Jacques Hubert, un ancien de René Bonnet,  une voiture de sport-prototype à l'aérodynamisme soigné. Basée sur un châssis Costin-Nathan elle est munie d'un moteur de Simca 1200 S modifié avec un carter sec et deux carburateurs double corps donnant 102 chevaux et une vitesse de pointe de 230 km/h à la voiture. Aux 24 Heures du Mans 1968 la voiture abandonne au bout de trois heures après la rupture de la pompe à huile. Le modèle 1975 terminera premier dans sa catégorie 1 601 à 2 000 cm3 aux 24 Heures du Mans 1975 avec comme pilotes Michèle Mouton, Marianne Hoepfner et Christine Dacremont.
André Moynet est nommé colonel de réserve de l'Armée de l'air en 1968.

### Politique
En 1965, il est candidat malheureux à la mairie de Chalon-sur-Saône (Saône-et-Loire). De 1967 à 1975, il est Président-directeur général des Établissements Saint-Chamond Granat à Courbevoie. Son épouse, Madeleine Moynet née Fabre de Latude, est maire d'un village voisin, Gigny-sur-Saône, de 1959 à 1965. En 1971, il est élu maire de Biot dans les Alpes-Maritimes.

### Décès
André Moynet meurt le 2 mai 1993 à Nice. Ses obsèques se déroulent en la cathédrale d'Antibes. Il est inhumé au cimetière de Biot.

## Mandats
- Secrétaire d'État à la Présidence du Conseil du gouvernement Pierre Mendès France (du 12 novembre 1954 au 23 février 1955) et, dans le même temps, ministre chargé de coordonner l'action gouvernementale en faveur de la jeunesse
- Député Républicains indépendants de Saône-et-Loire (1946-1967)
- Maire de Biot (1971-1977)

## Décorations
- Grand officier de la Légion d'honneur[9]
- Compagnon de la Libération par décret du 17 novembre 1945
- Croix de guerre 1939-1945 (11 citations)
- Médaille de l'Aéronautique
- Silver Star Medal (États-Unis)
- Air Medal (USA)
- Ordre de la Guerre pour le salut de la Patrie, 1er, 2e et 3e degrés (URSS)
- Ordre du Drapeau rouge (URSS)
- Médaille pour la victoire sur l'Allemagne dans la Grande Guerre patriotique de 1941-1945
- Médaille de la Résistance polonaise en France (Pologne)
- Ordre de l'Aigle blanc (Serbie)
- Ordre du Mérite aéronautique (Brésil)